# Marcel Brunner
Marcel Brunner (* 1992 in Bad Mergentheim) ist ein deutscher Opern- und Konzertsänger (Bassbariton).

## Biografie
Marcel Brunner wuchs im tauberfränkischen Bad Mergentheim auf. Während seiner Kindheit und Jugend sang er in verschiedenen Chören und lernte Klavier und Cello. Nach dem Abitur am Deutschorden-Gymnasium Bad Mergentheim studierte er Gesang an der Hochschule für Musik und darstellende Kunst Mannheim bei Snežana Stamenković.
Nach seinem Bachelor-Abschluss setzte er sein Studium an der Staatlichen Hochschule Karlsruhe bei Christiane Libor und Stephan Klemm fort. Dort arbeitete er außerdem zwei Jahre regelmäßig mit Kammersängerin Julia Varady an seinem Opernrepertoire.
Bereits während seines Studiums debütierte er im Februar 2013 am Nationaltheater Mannheim, wo er daraufhin immer wieder als Gast engagiert war.
Im Frühjahr 2018 debütierte Marcel Brunner als Klingsor in der Kinderoper Ritter Parceval mit den Berliner Philharmonikern bei den Osterfestspielen Baden-Baden und in der Berliner Philharmonie.
Im September 2018 wurde er Mitglied des internationalen Opernstudios am Nationaltheater Mannheim. Mit Beginn der Spielzeit 2020 wurde er ins Ensemble des Nationaltheaters Mannheim übernommen, dem er bis September 2024 angehörte. Seither arbeitet Marcel Brunner freiberuflich.
Zu seinen wichtigsten Rollen der vergangenen Jahre gehörten Leporello in Don Giovanni, Figaro in Le Nozze di Figaro, Papageno in Die Zauberflöte, Escamillo in Carmen, Alberich und Gunther in Der Ring an einem Abend, Eremit in Der Freischütz, Leander in Die Liebe zu Drei Orangen, sowie Herzog Blaubart in Herzog Blaubarts Burg.
Als Figaro in Le Nozze di Figaro war Marcel Brunner am Ständetheater Prag, dem Aalto-Theater Essen und dem Tiroler Landestheater Innsbruck zu erleben. Weitere Gastengagements führten ihn an die Staatsoper Stuttgart, die Deutsche Oper am Rhein, die Oper Leipzig, die Vlaamse Opera in Antwerpen und Gent, das Grand Theatre Luxembourg, das Theater Bonn, das Theater Freiburg, das Vorarlberger Landestheater Bregenz und das Stadttheater Klagenfurt.
Er arbeitete unter anderem mit den Dirigenten Alexander Soddy, Axel Kober, Christoph Gedschold, Roberto Rizzi Brignioli, Alejo Peréz, Tomaš Netopil sowie mit Regisseuren wie Calixto Bieito, Barbora Horáková, Lorenzo Fioroni, Tatjana Gürbaca oder Ivo van Hove.
Neben der Oper singt Marcel Brunner die großen Basspartien des Oratorien- und Konzertrepertoires, wie Mendelssohns Elias, Haydns Schöpfung, Dvoraks Stabat Mater, Verdis Requiem, Faurés Requiem, Beethovens 9. Sinfonie,  Bachs h-Moll Messe, Johannespassion, Weihnachtsoratorium und Brahms Ein deutsches Requiem.
Dabei konzertierte er mit Ensembles wie der Philharmonie Baden-Baden, dem Göttinger Symphonieorchester, der Württembergischen Philharmonie Reutlingen, dem Kurpfälzischen Kammerorchester Mannheim und dem Württembergischen Kammerorchester Heilbronn.
Marcel Brunner gibt außerdem regelmäßig Liederabende mit der Pianistin Doriana Tchakarova.
Stipendien erhielt er vom Richard-Wagner-Verband Heidelberg und von Yehudi Menuhin Live Music Now.

## Diskografie
- Seelenübervoll: mit Friederike Sieber (Klavier), Amelie Petrich (Sopran), Julia Moorman (Sopran), Nora Steuerwald (Mezzosopran), Michael Porter (Tenor), Marcel Brunner (Bassbariton). Lieder von Richard Strauss, Alma Mahler, Alexander von Zemlinsky, Erich Wolfgang Korngold. Genuin, 2023
- Jakob Lenz: (Kammeroper) von Wolfgang Rihm, mit Marcel Brunner als Stimme, Nationaltheater Mannheim[16]. OEHMS CLASSICS, 2024